# Lena Charlotte Reißner
Lena Charlotte Reißner (Gera, 14 novembre 2000) è una pistard e ciclista su strada tedesca. Nel 2021 ha vinto il titolo europeo Elite di inseguimento a squadre.

## Palmarès

### Pista
- 2018

Campionati tedeschi, Inseguimento a squadre Junior (con Dorothea Heitzmann, Jasmin Müller e Friederike Stern)
- 2021

Campionati europei, Inseguimento a squadre (con Franziska Brauße, Lisa Brennauer, Mieke Kröger e Laura Süßemilch)
- 2022

Campionati tedeschi, Americana (con Lana Eberle)

## Piazzamenti

### Competizioni mondiali
- Campionati del mondo su pista

Montichiari 2017 - Inseguimento a squadre Junior: 9ª
Montichiari 2017 - Inseguimento individuale Junior: 12ª
Aigle 2018 - Inseguimento a squadre Junior: 6ª
Aigle 2018 - Inseguimento individuale Junior: 18ª
Berlino 2020 - Scratch: 16ª
Roubaix 2021 - Americana: 10ª
Saint-Quentin-en-Yvelines 2022 - Inseguimento a squadre: 6ª
Saint-Quentin-en-Yvelines 2022 - Americana: 11ª
Glasgow 2023 - Inseguimento a squadre: 7ª
Glasgow 2023 - Scratch: 16ª
Ballerup 2024 - Inseguimento a squadre: 2ª
Ballerup 2024 - Scratch: 14ª
Ballerup 2024 - Americana: 10ª
Giochi olimpici
Parigi 2024 - Inseguimento a squadre: 6°
Parigi 2024 - Americana: 13°

### Competizioni europee
- Campionati europei su pista

Aigle 2018 - Inseguimento a squadre Junior: 3ª
Aigle 2018 - Inseguimento individuale Junior: 6ª
Gand 2019 - Corsa a eliminazione Under-23: 12ª
Gand 2019 - Inseguimento a squadre Under-23: 3ª
Fiorenzuola d'Arda 2020 - Inseguimento a squadre Under-23: 2ª
Fiorenzuola d'Arda 2020 - Scratch Under-23: 5ª
Fiorenzuola d'Arda 2020 - Omnium Under-23: 11ª
Apeldoorn 2021 - Inseguimento individuale Under-23: 10ª
Apeldoorn 2021 - Corsa a punti Under-23: 5ª
Apeldoorn 2021 - Americana Under-23: 6ª
Grenchen 2021 - Inseguimento a squadre: vincitrice
Grenchen 2021 - Corsa a eliminazione: 10ª
Grenchen 2021 - Americana: 9ª
Anadia 2022 - Inseguimento individuale Under-23: 11ª
Anadia 2022 - Inseguimento a squadre Under-23: 3ª
Anadia 2022 - Americana Under-23: 4ª
Anadia 2022 - Omnium Under-23: 9ª
Monaco di Baviera 2022 - Corsa a punti: 12ª
Grenchen 2023 - Scratch: 16ª
Grenchen 2023 - Americana: 7ª
Apeldoorn 2024 - Inseguimento a squadre: 3ª
Apeldoorn 2024 - Corsa a punti: 12ª
Heusden-Zolder 2025 - Americana: 9ª